# 罗马涅 (维埃纳省)
罗马涅（法語：Romagne，法語發音：[ʁɔmaɲ]）是法国新阿基坦大区维埃纳省的一个市镇，属于蒙莫里永区。

## 地理
罗马涅（46°16'13"N, 0°18'8"E）面积40.84 平方千米，位于法国新阿基坦大区维埃纳省，该省份为法国中西部省份，北起曼恩-卢瓦尔省和安德尔-卢瓦尔省，西接德塞夫勒省，南至夏朗德省，东南接上维埃纳省，东临安德尔省。
与罗马涅接壤的市镇（或旧市镇、城区）包括：尚帕涅圣伊莱尔、布朗宰、尚涅、圣罗曼、索米耶尔迪克兰、普瓦图地区瓦朗斯。

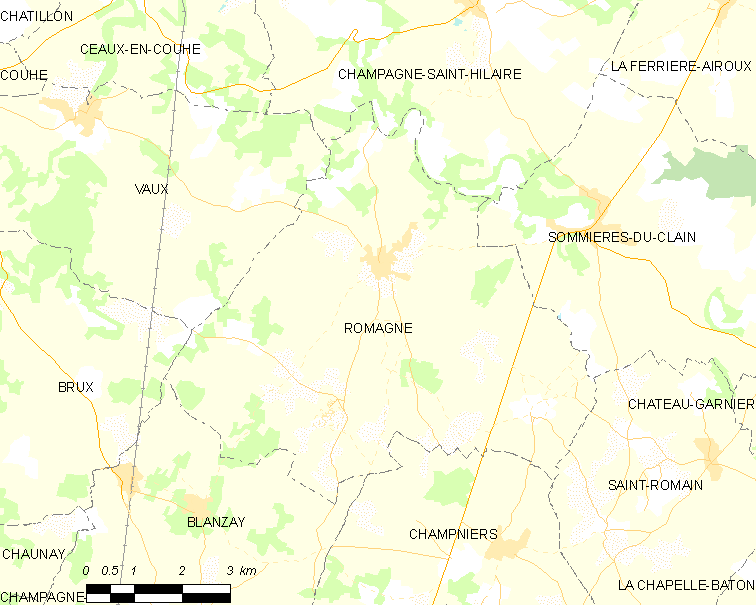
的OSM定位图

罗马涅的时区为UTC+01:00、UTC+02:00（夏令时）。

## 行政
罗马涅的邮政编码为86700，INSEE市镇编码为86211。

## 政治
罗马涅所属的省级选区为吕西尼昂县。

## 人口

1962-2008年间人口变化图示

罗马涅于2022年1月1日时的人口数量为803人。